# Associazione Sportiva Livorno Calcio 1995-1996
Questa pagina raccoglie le informazioni riguardanti l'Associazione Sportiva Livorno Calcio nelle competizioni ufficiali della stagione 1995-1996.

## Stagione
Nella stagione 1995-1996 un Livorno grintoso finisce ancora una volta Ko nei playoff, ma questa stagione in finale. Gli amaranto sono stati guidati all'inizio da Giorgio Campagna poi nel corso della stagione rilevato da Giuseppe Papadopulo. Hanno chiuso il torneo al secondo posto con 64 punti, a 4 lunghezze dal Treviso capolista e promosso direttamente in Serie C1. Christian Scalzo con 13 reti è stato il miglior realizzatore della stagione, davanti ad Enio Bonaldi, anche lui in doppia cifra con 12 centri. La semifinale dei playoff vede i labronici vincere a Trieste (2-3) nella gara di andata contro gli alabardati, la partita di ritorno termina (1-1), nella finale in gara unica l'avversario è la Fermana, dopo i 120 minuti giocati sul neutro di Ferrara il punteggio non si schioda dallo (0-0), ma ai calci di rigore si rivelano decisivi gli errori dal dischetto di Marco Ogliari e di Marco Merlo, che precludono al Livorno ogni speranza. In Coppa Italia idem, subito fuori in agosto, per mano del Prato nel doppio confronto, ai calci di rigore.

## Rosa
| N. |                   | Ruolo | Calciatore           |
| -- | ----------------- | ----- | -------------------- |
|    | Italia (bandiera) | C     | Fabio Barbieri       |
|    | Italia (bandiera) | A     | Edi Bivi             |
|    | Italia (bandiera) | P     | Fabrizio Boccafogli  |
|    | Italia (bandiera) | A     | Enio Bonaldi         |
|    | Italia (bandiera) | C     | Massimiliano Caliari |
|    | Italia (bandiera) | C     | Marcello Carli       |
|    | Italia (bandiera) | C     | Massimo Ceccaroni    |
|    | Italia (bandiera) | C     | Stefano Civeriati    |
|    | Italia (bandiera) | C     | Davide Cordone       |
|    | Italia (bandiera) | C     | Gianni Cuc           |
|    | Italia (bandiera) | A     | Domenico D'Antò      |
|    | Italia (bandiera) | D     | Riki Di Bin          |

| N. |                   | Ruolo | Calciatore          |
| -- | ----------------- | ----- | ------------------- |
|    | Italia (bandiera) | D     | Alfonso Di Marco    |
|    | Italia (bandiera) | D     | Alessandro Dozio    |
|    | Italia (bandiera) | D     | Massimiliano Ferina |
|    | Italia (bandiera) | C     | Marco Merlo         |
|    | Italia (bandiera) | D     | Gianpaolo Morabito  |
|    | Italia (bandiera) | C     | Matteo Niccolai     |
|    | Italia (bandiera) | P     | Raffaele Nuzzo      |
|    | Italia (bandiera) | D     | Marco Ogliari       |
|    | Italia (bandiera) | D     | Andrea Persia       |
|    | Italia (bandiera) | A     | Roberto Ria         |
|    | Italia (bandiera) | A     | Christian Scalzo    |
|    | Italia (bandiera) | C     | Massimiliano Vitali |

## Risultati

### Campionato

#### Girone di andata
| Arbitro: | Innocente (Udine) |

|             |           |  |
| Bonaldi 54’ | Marcatori |  |

| Arbitro: | Sorte (Bergamo) |

|  |           |         |
|  | Marcatori | 88’ Ria |

| Arbitro: | Rigolon (Trento) |

|                                                         |           |  |
| Ogliari 5’ Bonaldi 40’ Scalzo 52’ Bivi 69’ Morabito 86’ | Marcatori |  |

| Arbitro: | Ingenito (Nocera Inferiore) |

|                      |           |             |
| S. Protti 46’ (rig.) | Marcatori | 44’ Bonaldi |

| Arbitro: | Strazzera (Trapani) |

|                      |           |  |
| Maranzano 50’ (rig.) | Marcatori |  |

| Arbitro: | Cito (Nichelino) |

|                                |           |                                   |
| Bivi 22’ (rig.) Ria 90’ (rig.) | Marcatori | 58’ Cerasa 83’ Clara 89’ Albanesi |

| Arbitro: | Manganelli (Milano) |

|  |           |            |
|  | Marcatori | 55’ Scalzo |

| Arbitro: | Borelli (Roma) |

|            |           |            |
| Scalzo 62’ | Marcatori | 78’ Traini |

| Arbitro: | Fausti (Milano) |

|             |           |                        |
| Sgherri 61’ | Marcatori | 42’ Scalzo 75’ Bonaldi |

| Arbitro: | Nucini (Bergamo) |

|                       |           |  |
| D'Antò 30’ Scalzo 38’ | Marcatori |  |

| Arbitro: | Acronzio (Teramo) |

|  |           |               |
|  | Marcatori | 24’ Innocenti |

| Arbitro: | Pirrone (Messina) |

|  |           |            |
|  | Marcatori | 17’ Scalzo |

| Arbitro: | Buda (Pescara) |

|             |           |  |
| Cordone 79’ | Marcatori |  |

| Arbitro: | Sciamanna (Ascoli Piceno) |

|                               |           |                       |
| Ogliari 56’ (aut.) D'Urso 64’ | Marcatori | 49’ Scalzo 79’ D'Antò |

| Arbitro: | D'Agostini (Frosinone) |

|             |           |          |
| Cordone 55’ | Marcatori | 49’ Fida |

| Arbitro: | Paparesta (Bari) |

|  |           |                               |
|  | Marcatori | 70’ (aut.) Cartini 88’ Scalzo |

| Arbitro: | Piretti (Ravenna) |

|                       |           |               |
| Scalzo 3’ Bonaldi 12’ | Marcatori | 85’ Gubellini |

#### Girone di ritorno
| Arbitro: | Pascariello (Lecce) |

|           |           |               |
| Ulivi 40’ | Marcatori | 36’ Ceccaroni |

| Livorno 21 gennaio 1996 19ª giornata | Livorno            | 0 – 0 | Treviso | Stadio Armando Picchi\| Arbitro: \| Gregoroni (Napoli) \| |
| Arbitro:                             | Gregoroni (Napoli) |       |         |                                                           |

| Arbitro: | Alario (Civitavecchia) |

|  |           |             |
|  | Marcatori | 81’ Bonaldi |

| Arbitro: | Gabriele (Frosinone) |

|                       |           |              |
| Merlo 47’ Bonaldi 53’ | Marcatori | 56’ Vessella |

| Arbitro: | N. Ayroldi (Molfetta) |

|                     |           |                                 |
| Bonaldi 56’ Cuc 90’ | Marcatori | 46’, 58’ Maurizi 76’ Clementini |

| Arbitro: | Manari (Teramo) |

|                    |           |  |
| Ogliari 83’ (aut.) | Marcatori |  |

| Arbitro: | Calabrese (Avezzano) |

|            |           |                    |
| Scalzo 58’ | Marcatori | 20’ (aut.) Caliari |

| Lugo di Romagna 10 marzo 1996 25ª giornata | Baracca Lugo               | 0 – 0 | Livorno | Stadio Ermes Muccinelli\| Arbitro: \| Cardella (Torre del Greco) \| |
| Arbitro:                                   | Cardella (Torre del Greco) |       |         |                                                                     |

| Arbitro: | Ingenito (Nocera Inferiore) |

|                                           |           |            |
| D'Antò 31’ Monaco 42’ (aut.) Barbieri 53’ | Marcatori | 38’ Monaco |

| Arbitro: | Rosetti (Torino) |

|  |           |                        |
|  | Marcatori | 32’ Cordone 38’ Scalzo |

| Arbitro: | Bertini (Arezzo) |

|  |           |                     |
|  | Marcatori | 42’ (rig.) Morabito |

| Arbitro: | Mandolito (Cosenza) |

|                           |           |  |
| Baiana 37’ (aut.) Ria 87’ | Marcatori |  |

| Arbitro: | Fausti (Milano) |

|                           |           |                          |
| Belletti 45’ R. Rossi 86’ | Marcatori | 54’ Morabito 56’ Bonaldi |

| Arbitro: | Silvestrini (Macerata) |

|                           |           |                               |
| D'Urso 56’ (aut.) Bonaldi | Marcatori | 14’ De Franceschi 31’ Mezzini |

| Arbitro: | Corda (Cagliari) |

|  |           |                        |
|  | Marcatori | 27’ Bonaldi 61’ Scalzo |

| Arbitro: | Manganelli (Milano) |

|                                 |           |  |
| Cordone 62’ Morabito 88’ (rig.) | Marcatori |  |

| Arbitro: | Alban (Bassano del Grappa) |

|            |           |  |
| Pavanel 7’ | Marcatori |  |

### Playoff
| Arbitro: | Paparesta (Bari) |

|                              |           |                                             |
| Bonaldi 11’ (aut.) Marzi 90’ | Marcatori | 32’ (aut.) Polmonari 43’ Cordone 66’ Scalzo |

| Arbitro: | Castellani (Verona) |

|             |           |             |
| Bonaldi 19’ | Marcatori | 45’ Marsich |

| Arbitro: | Nucini (Bergamo) |

|                                    |                      |                        |
| Lauretti Lunerti Di Fabio Bettella | Tiri di rigore 4 – 1 | Morabito Ogliari Merlo |

## Coppa Italia
| Livorno 20 agosto 1995 1º turno - Andata | Livorno              | 0 – 0 | Prato | Stadio Armando Picchi\| Arbitro: \| Calabrese (Avezzano) \| |
| Arbitro:                                 | Calabrese (Avezzano) |       |       |                                                             |

| Arbitro: | Sputore (Vasto) |

|  |                      |  |
|  | Tiri di rigore 3 – 2 |  |